# Isaac Bayley Balfour
Isaac Bayley Balfour (Edimburgo, 31 de março de 1853 – Haslemere, 30 de novembro de 1922) foi um botânico escocês. Era filho do botânico John Hutton Balfour (1808-1884).

## Biografia
Participou da expedição para a observação do planeta Vênus na ilha Rodrigues em 1874, onde aproveitou para herborisar e descrever a flora local. Conduziu, em seguida, uma expedição para Socotra em 1880.
Foi professor real ( Regius Professor ) de botânica em Glasgow de 1879 até 1895, e professor de botânica na Universidade de Edimburgo de 1888 até 1892.
Balfour tornou-se membro da Royal Society em 12 de junho de 1884.